# Courtland, Minnesota
Courtland là một thành phố thuộc quận Nicollet, tiểu bang Minnesota, Hoa Kỳ. Năm 2010, dân số của thành phố này là 611 người.

## Dân số
- Dân số năm 2000: 538 người.
- Dân số năm 2010: 611 người.